# Lorenzo Magalotti
Lorenzo Magalotti (13. december 1637 – 2. marts 1712) var en italiensk greve og forfatter.
Han blev født i Rom. Han var florentiner af herkomst og levede sin meste tid i Toscana; knyttet til det storhertugelige hof kom han dog til at foretage adskillige udenlandsrejser, navnlig i diplomatiske hverv.
I mange år var han sekretær ved Accademia del Cimento, og han udgav i 1666 et bind naturvidenskabelige afhandlinger, han selv havde fremlagt i dette selskab: Saggi di naturali esperienze fatte nell’ Accademia del Cimento. På sine ældre dage indtrådte han i Rom i en gejstlig orden og tilbragte nogle år i et kloster, som han dog forlod før sin død.
Magalotti var en af de bedste forfattere i en for den italienske litteratur temmelig uheldig periode. Hans grundige lærdom, udviklede sprogsans og lyse hoved lagde sig for dagen, foruden i de nævnte Saggi, i hans livlige og åndrige breve (Lettere familiari og Lettere scientifiche ed erudite).
Han forsøgte sig også, men ikke med så stort held, i digtekunsten, navnlig med den lyriske samling La donna imaginaria.